# Посників
По́сників — село в Україні, у Млинівській селищній громаді Дубенського району Рівненської області. Населення становить 751 особа.

## Географія
Селом протікає річки Путилівка та Новина. На території села працює Посниківська філія І-ІІ ступенів Довгошиївського навчально-виховного комплексу.Духовно збагачує жителів села Свято-Михайлівський храм.Також на території села розташований ставок.На березі ставка — величне древньоруське городище Х-ХІІІ століття. Мало досліджене і неописане, без історично збереженої назви. Можливо назва пов'язана зі старою частиною с. Посників — Вільбичі. Там є залишки древнього кладовища.[джерело?]

## Історія
У 1906 році село Малинської волості Дубенського повіту Волинської губернії. Відстань від повітового міста 27 верст, від волості 7. Дворів 66, мешканців 459.
7 (20) листопада 1917 року, відповідно до Третього Універсалу Української Центральної Ради, увійшло до складу Української Народної Республіки.
До 2016 - адміністративний центр Посниківської сільської ради.
Від 2016 у складі Млинівської селищної громади.
12 червня 2020 року, відповідно до розпорядження Кабінету Міністрів України № 722-р від «Про визначення адміністративних центрів та затвердження територій територіальних громад Рівненської області», увійшло до складу Млинівської селищної громади.

19 липня 2020 року, в результаті адміністративно-територіальної реформи та ліквідації Млинівського району, село увійшло до складу Дубенського району.

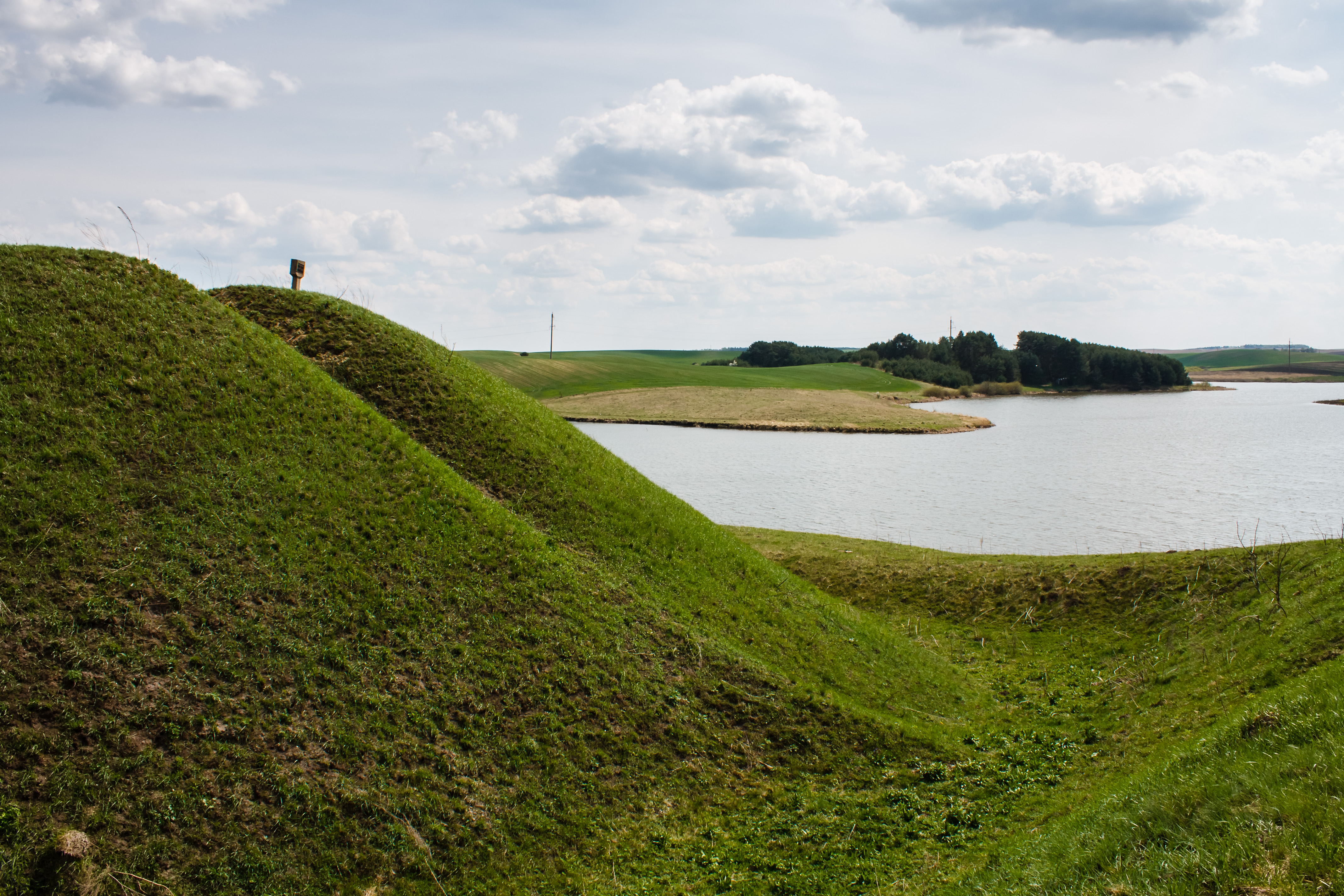
Городище
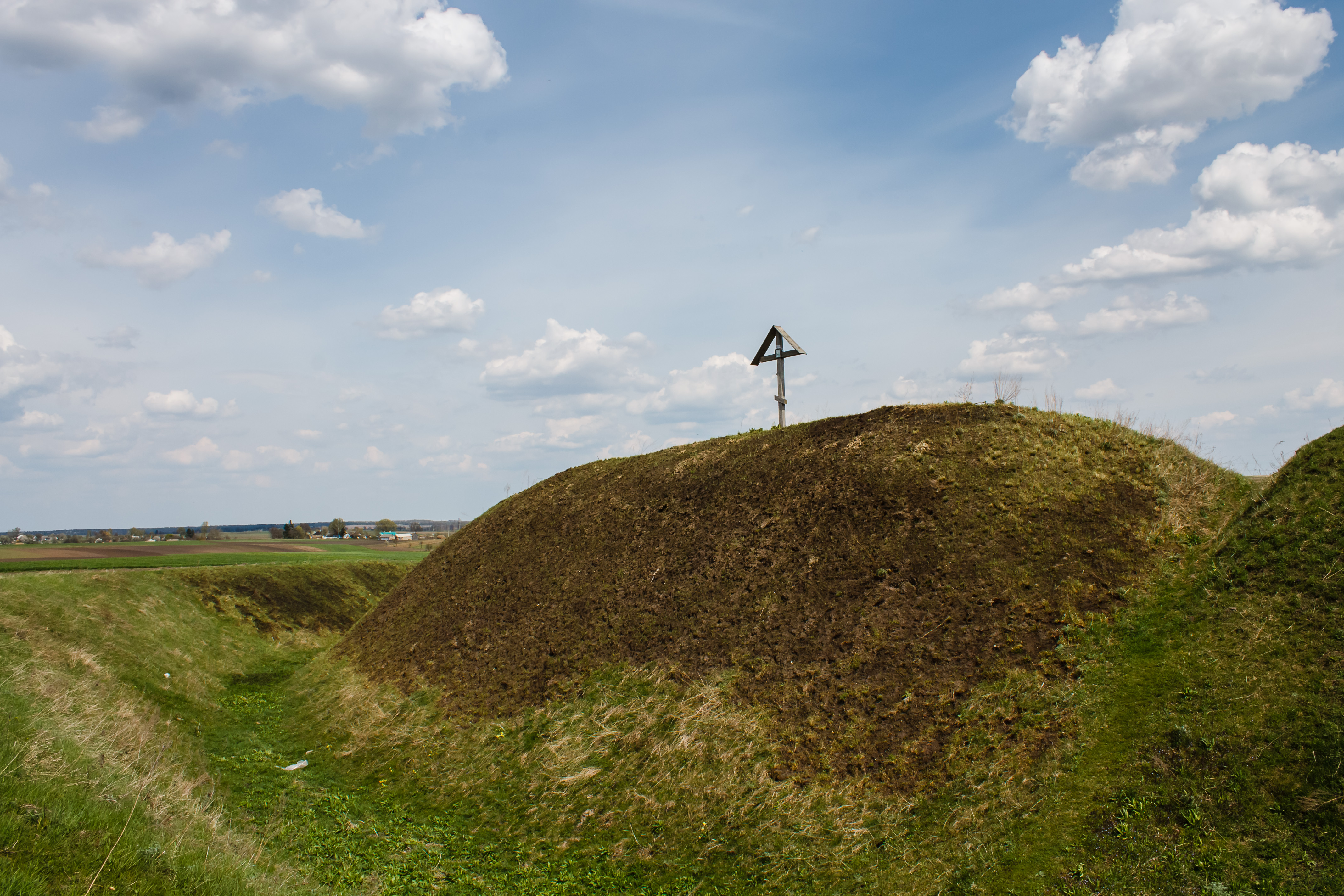
Городище
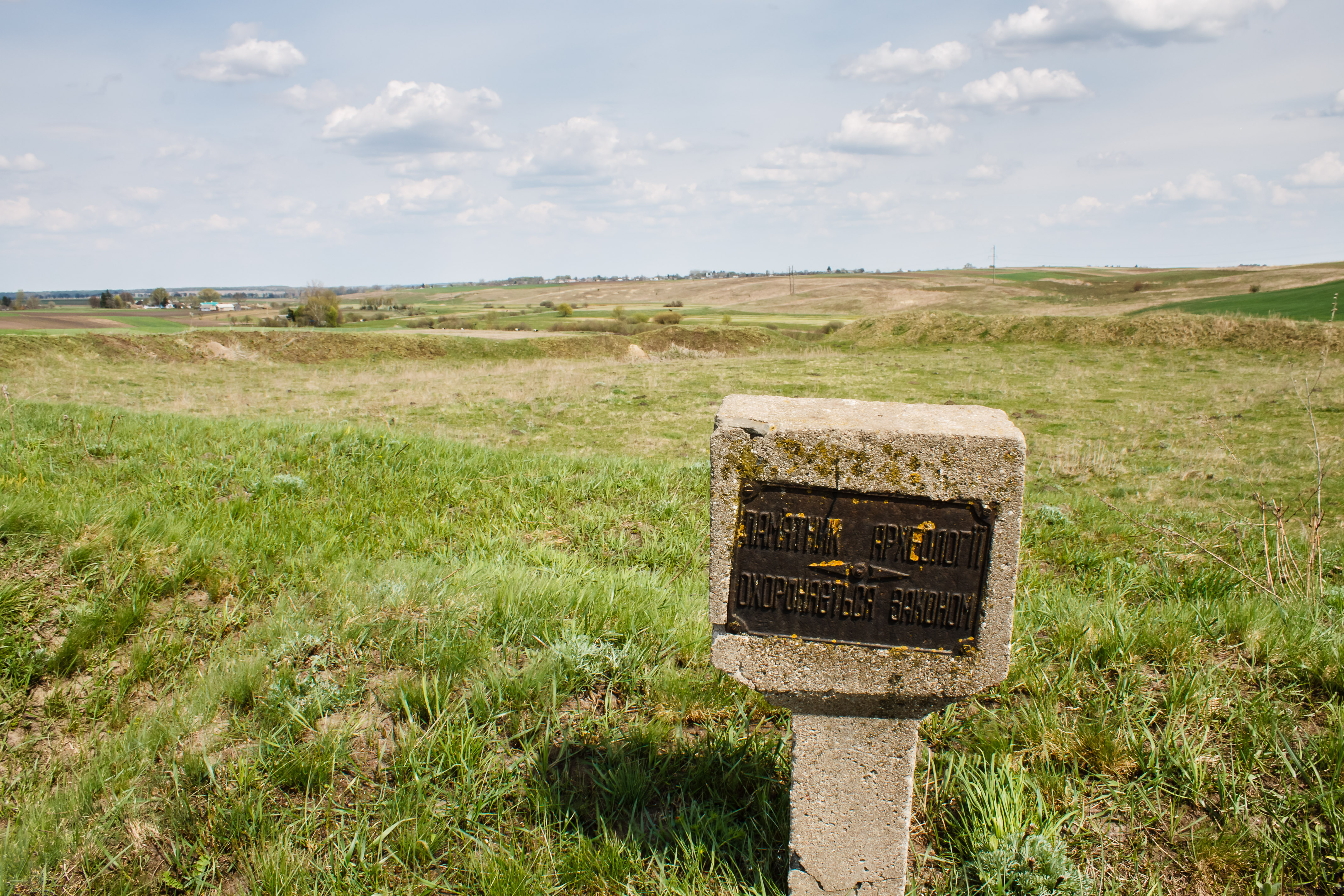
Городище

## Флора і фауна
Село По́сників у Дубенському районі Рівненської області розташоване на півночі України та характеризується типовими рисами лісостепової зони, де поєднуються елементи як лісу, так і степу. Флора та фауна цієї місцевості різноманітна завдяки її географічному розташуванню та кліматичним умовам.

### Флора
1. Ліси: Поблизу села поширені дубові, соснові та березові ліси. Тут також можна зустріти ясен, липу та осику.
2. Трав'яна рослинність: У степових ділянках поширені різноманітні трав'яні рослини, такі як ковила волоста, чебрець повзучий, конюшина лучна, а також лікарські рослини — звіробій, ромашка лікарська, деревій.
3. Прибережна рослинність: Уздовж водойм можна зустріти очерет, осоку та рогозу, що створюють сприятливі умови для проживання водяних птахів і тварин.

### Фауна
1. Тварини: У місцевих лісах водяться лисиці, зайці, білки, а також є популяції диких кабанів та косуль. Можна також зустріти їжаків та борсуків.
2. Птахи: Серед пернатих у регіоні мешкають різноманітні види, такі як лелеки, сови, шпаки, солов'ї, дрозди. Уздовж річок та водойм часто можна побачити качок та чапель.
3. Водяні тварини: У місцевих водоймах мешкають жаби, риби (щука, карась, короп), а також річкові раки.

Природа навколо села По́сників є важливою частиною біорізноманіття регіону, забезпечуючи екологічну рівновагу та підтримуючи традиційне сільське господарство.

## Населення
За переписом населення 2001 року в селі мешкало 755 осіб, 99,73 % населення вказали своєї рідною мовою українську мову.

### Мова
Розподіл населення за рідною мовою за даними перепису 2001 року:
| Мова            | Кількість | Відсоток |
| --------------- | --------- | -------- |
| українська      | 749       | 99.73%   |
| інші/не вказали | 2         | 0.27%    |
| Усього          | 751       | 100%     |